# 白喉蓝头鹊
白喉蓝头鹊（学名：Cyanolyca mirabilis），是鸦科蓝头鹊属的一种，为墨西哥的特有种。全球活动范围约为3,800平方千米。该物种的保护状况被评为易危。
白喉蓝头鹊的平均体重约为52.4克。栖息地为亚热带或热带的湿润山地林。